# Olympische Sommerspiele 1992/Teilnehmer (Chinese Taipei)
| Gelbes Symbol für Goldmedaillen mit stilisierten Olympischen Ringen | Graues Symbol für Silbermedaillen mit stilisierten Olympischen Ringen | Braundes Symbol für Bronzemedaillen mit stilisierten Olympischen Ringen |
| ------------------------------------------------------------------- | --------------------------------------------------------------------- | ----------------------------------------------------------------------- |
| —                                                                   | 1                                                                     | —                                                                       |

Chinesisch Taipeh nahm an den Olympischen Sommerspielen 1992 in Barcelona mit einer Delegation von 31 Athleten (23 Männer und acht Frauen) an fünfzehn Wettkämpfen in sieben Sportarten teil. Fahnenträger bei der Eröffnungsfeier war der Baseballspieler Wang Kuang-shih.

## Medaillengewinner
Im erstmals offiziell ausgetragenen Baseball-Turnier gewann die Mannschaft aus Chinesisch-Taipeh die Silbermedaille.

## Teilnehmer nach Sportarten

### Baseball
Männer
- Silber

- Kader
Chang Cheng-hsien
Chang Wen-chung
Chang Yaw-teing
Chen Chi-hsin
Chen Wei-Chen
Chiang Tai-chuan
Huang Chung-yi
Huang Wen-po
Jong Yeu-Jeng
Ku Kuo-chian
Kuo Lee Chien-fu
Liao Ming-hsiung
Lin Chao-huang
Lin Kun-han
Lo Chen-jung
Lo Kuo-Chong
Pai Kun-hong
Tsai Ming-hung
Wang Kuang-shih
Wu Shih-Hsin

### Bogenschießen
Frauen
- Lai Fang-Mei
Einzel: 7. Platz
Mannschaft: 11. Platz

- Lin Yi-Yin
Einzel: 12. Platz
Mannschaft: 11. Platz

- Liu Pi-Yu
Einzel: 51. Platz
Mannschaft: 11. Platz

### Gewichtheben
Männer
- Lin Tzu-Yao
Bantamgewicht: 16. Platz

### Judo
Frauen
- Huang Yu-Shin
Ultraleichtgewicht: 20. Platz

- Wu Mei-Ling
Mittelgewicht: 13. Platz

### Leichtathletik
Frauen
- Ma Chun-Ping
Siebenkampf: DNF

- Wang Huei-Chen
100 Meter: Viertelfinale
200 Meter: Viertelfinale

### Radsport
Männer
- Weng Yu-Yi
Straßenrennen: DNF
4000 Meter Einerverfolgung: 23. Platz in der Qualifikation
Punktefahren: Vorrunde

### Schießen
| Männer - Tu Tsai-hsing Luftpistole: 39. Platz Sportpistole: 11. Platz | Frauen - Chen Sheu-Shya Luftpistole: 35. Platz |